# البوني
البوني بلدية تابعة لدائرة البوني بولاية عنابة الجزائرية.

## السكان
هي ثالث بلدية من حيث عدد السكان بعد بلدية سيدي عمار وبلدية عنابة والثانية من حيث الأهمية في ولاية عنابة بعد عنابة وتضم بلدية البوني عدة تجمعات حضرية كبيرة على غرار البوني مركز وسيدي سالم وبوخضرة.
ولقربها من مركز وسط المدينة وتوفرها على جيوب عقارية فالكل يجمع على ان مستقبل مدينة عنابة سيكون داخل حدود هاته البلدية خاصة مع المشاريع الهامة التي استفادت منها كمشروع القطب الجامعي والمستشفى الجديد والمشاريع السكنية الكبرى المقامة على اراضيها.
وقد سميت بالبوني نسبة إلى العلامة أحمد البوني أحد أعلام مدينة بونة عنابة قديماً.
من أهم أحيائها:
- بوزعرورة.
- الصرول.
- الشابية، ويقع بها مطار رابح بطاط عنابة الدولي.